# 澳門巴士MT1路線
澳門巴士MT1路線是由澳巴經營，往返城市日前地和澳門機場的巴士路線。

## 簡介及歷史
- 2006年4月26日，新福利與澳巴第二次合辦本線，由「南灣／羅保博士街」站往返“新世紀酒店”站；是次MT取其澳門葡文名稱Macau和氹仔葡文名稱Taipa之意。當時開辦原意為鼓勵乘客轉乘35路線，試行3個月後因客量不足而取消。[1]

- 2006年11月10日，本線第三次開辦，由「南灣／羅保博士街」站經望德聖母灣往返「澳門機場」站，由新福利經營本線。[2]

- 2007年2月10日，本線改由澳巴經營。[2]

- 2007年10月16日，配合氹仔臨時客運碼頭啟用，新增停靠「臨時客運碼頭」站。[3][4][5]

- 2008年2月5日起，本線縮短行程至亞馬喇前地。[6]

- 2008年9月1日，亞馬喇前地開出之尾班車延長至20:00。[7]
- 2011年8月1日，本線改由維澳蓮運經營。

- 2011年8月3日，因維澳蓮運班次嚴重不足，澳巴支援本線，維澳蓮運以象徵性投入一部巴士行駛本線。

- 2011年8月28日，總站由「亞馬喇前地」站延伸至「城市日前地」站。[8]

- 2011年8月29日，因維澳蓮運高薪挖角，澳巴由即日起不再支援維澳蓮運所營運的路線。本線原計劃於短期內交由澳巴獨營。

- 2012年6月1日，本線增設停靠「機場圓形地／偉龍」站。[9]
- 2014年7月1日，因維澳蓮運結束營運，改由新時代營運。

- 2016年5月28日，取消停靠「盧伯德圓形地」站。[10]

- 2016年9月24日，「孫逸仙馬路／三家村」、「泉亮花園」站分別命名為「泉亮花園」、「泉裕豪庭」站，改停靠「泉裕豪庭」站。[11]

- 2016年10月9日，配合氹仔運動場圓形地及周邊道路恢復，本線恢復停靠「澳門運動場」站、「運動場圓形地」臨時站。[12]

- 2016年12月18日，本線取消行經柯維納馬路及海洋花園大馬路，同時早晚尖峰時段加密班距至10-12分鐘。[13]

- 2017年5月20日，「臨時客運碼頭」站更名為「氹仔客運碼頭」，待氹仔客運碼頭及其場內的新站點啟用後，本線將停靠該新站點。[14]

- 2017年6月1日，本線於「氹仔客運碼頭」站之入境層A車道上落客。[15]

- 2018年7月15日，取消停靠「奧林匹克游泳館圓形地」站。

- 2018年7月21日，新增停靠「運動場／賽馬會」站。

- 2018年8月1日，本線回復由澳巴經營。

- 2019年5月18日，配合建設發展辦公室重整，取消“奥林匹克游泳館”站。

- 2019年6月1日，尾班車調整至00:00。

- 2019年7月27日起，“運動場圓形地”站改名為“運動場／體育中心”。

- 2020年5月13日首班車起，新增停靠“北安病毒核酸檢測站”臨時站。

- 2021年11月27日起，本線改停靠「排角／銀河」站增設的分流站。[16]

- 2022年7月11日至17日，因實施「全澳相對靜止管理」措施，本線暫停營運。[17]

- 2022年7月18日至22日，因宣佈延長“相對靜止管理”措施，本線維持上述措施。[18]

- 2022年7月23日起，因“相對靜止管理”結束，本線恢復營運。[19]

- 2023年1月18日，原“北安病毒核酸檢測站”臨時站更改為“北安出入境事務大樓”臨時站。[20][21]

## 本線特色
- 本線自第二次開辦以來，已經歷了8次巴士公司的轉變，僅次於11路線。

| 共8次： 1. 澳巴與新福利聯營 2. 新福利 3. 澳巴 4. 維澳蓮運 5. 維澳蓮運與澳巴聯營 6. 維澳蓮運 7. 新時代 8. 澳巴 |

## 特別班次
- 因應中區站點出現大批前往路氹金光大道酒店區的乘客需求，澳巴與交通事務局協調，於2025年1月31日15:00起[註 1]開設本線特別班次，提供由中區往路氹直達快線。特別班次在總站開出後，途經亞馬喇前地，直達威尼斯人。[22][23] 有關服務一直持續在2月3日。

## 使用車輛
2022年8月15日前：
- 宇通ZK6105HG

2022年8月15日起：
- 宇通ZK6105HG
- 宇通ZK6115HG1

2023年4月13日起：
- 宇通ZK6105HG
- 宇通ZK6115HG1
- 廈門金旅XML6105J15

2024年7月15日起：
- 中通LCK6980SHEVG

## 電牌
| 往澳門方向      | 往澳門方向                        | 往澳門方向 |
| 日期            | 頭牌                              | 圖例       |
| --------------- | --------------------------------- | ---------- |
| 2011年8月28日前 | 亞馬喇前地                        |            |
| 2011年8月28日後 | 城市日前地                        |            |
| 2022年6月19日起 | 經葡京、永利、美高梅 （轉頁顯示） |            |
| 往氹仔方向      |                                   |            |
| 日期            | 頭牌                              | 圖例       |
| 開線至今        | 澳門機場                          |            |
| 2023年6月10日起 | 經銀河、威尼斯人 （轉頁顯示）     |            |

## 路線資料

### 收費
| 收費類別     | 收費類別                      | 收費類別             | 費用 |
| ------------ | ----------------------------- | -------------------- | ---- |
| 現金         | 現金                          | 現金                 | $6.0 |
| 境外支付工具 | 支付寶（內地及香港）          | 支付寶（內地及香港） | $6.0 |
| 境外支付工具 | 雲閃付 非綁定澳門銀聯卡       |                      | $6.0 |
| 境外支付工具 | 微信支付（內地及香港）        |                      | $6.0 |
| 境外支付工具 | 交通聯合 非澳門發行的全國通卡 |                      | $6.0 |
| 境內支付工具 | 澳門通                        | 全民卡               | $3.0 |
| 境內支付工具 | 澳門通                        | 學生卡               | $1.5 |
| 境內支付工具 | 澳門通                        | 長者卡               | 免費 |
| 境內支付工具 | 澳門通                        | 殘疾卡               | 免費 |
| 境內支付工具 | 聚易用＋                      | 聚易用＋             | $3.0 |

### 服務時間及班距
| 服務時間                      | 服務時間   | 每天        |
| ----------------------------- | ---------- | ----------- |
| 城市日前地                    | 城市日前地 | 07:00-00:00 |
| 班距                          | 尖峰       | 10-14分鐘   |
| 班距                          | 離峰       | 12-20分鐘   |
| 懸掛8號風球後30分鐘開出尾班車 |            |             |

### 路線停站
| MT1  | 城市日前地 ↺ 澳門機場 | 城市日前地 ↺ 澳門機場    | 城市日前地 ↺ 澳門機場    |
| 序號 | 循環線                | 循環線                   | 循環線                   |
| 序號 | 站號                  | 站名                     | 輕軌站／出入境口岸／備註 |
| 1    | M268                  | 城市日前地               |                          |
| 2    | M172/13               | 亞馬喇前地               |                          |
| 3    | T403                  | 史伯泰／麗景灣           |                          |
| 4    | T304                  | 氹仔大中華廣場           |                          |
| 5    | T310/1                | 泉裕豪庭                 |                          |
| 6    | T368                  | 奧林匹克大馬路           |                          |
| 7    | T324/1                | 澳門運動場               |                          |
| 8    | T347                  | 運動場／體育中心         | 運動場站                 |
| 9    | T364/1                | 望德聖母灣馬路／軍營     | 排角站                   |
| 10   | T366                  | 望德聖母灣馬路／紅樹林   |                          |
| 11   | T374                  | 澳門土木工程實驗室       |                          |
| 12   | T406                  | 機場圓形地／偉龍         |                          |
| 13   | T345/6                | 氹仔客運碼頭             | 氹仔碼頭站 氹仔客運碼頭  |
| 14   | T344                  | 機場倉庫                 |                          |
| 15   | T356/3                | 澳門機場                 | 機場站 澳門國際機場      |
| 16   | T358                  | 偉龍／科大醫院           |                          |
| 17   | T373/2                | 偉龍／科技大學           |                          |
| 18   | T367                  | 望德聖母灣馬路／連貫公路 |                          |
| 19   | T365/1                | 排角／銀河               | 排角站                   |
| 20   | T361                  | 運動場／賽馬會           | 運動場站                 |
| 21   | T325/2                | 華寶花園                 |                          |
| 22   | T339/2                | 花城公園                 |                          |
| 23   | T311/1                | 百利寶花園               |                          |
| 24   | T308/1                | 氹仔電訊                 |                          |
| 25   | T300                  | 史伯泰／盧廉若           |                          |
| 26   | T330/1                | 蘇利安圓形地             |                          |
| 27   | M172/16               | 亞馬喇前地               |                          |
| 28   | M159                  | 總統酒店                 | 賽車期間不停靠           |
| 29   | M262                  | 城市日大馬路／波爾圖街   |                          |

## 圖片集

### 澳巴時期（舊兩巴時期）

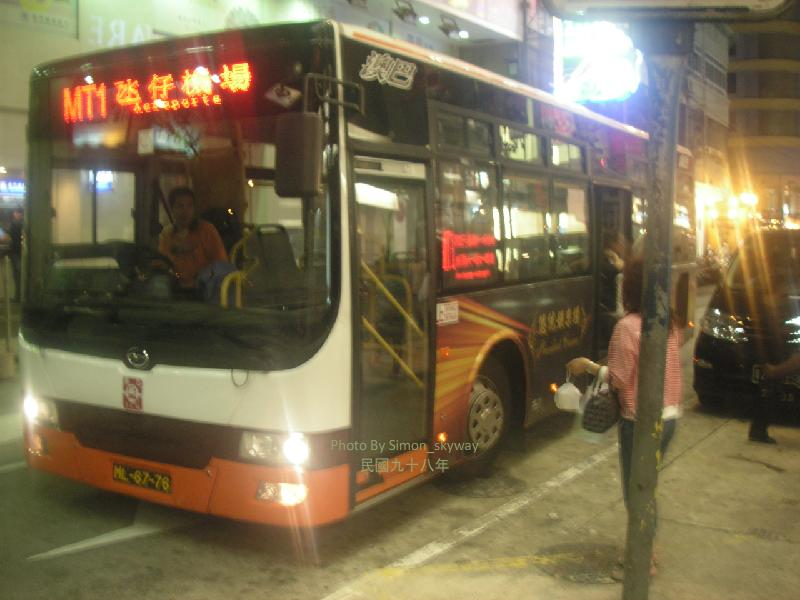
五洲龍FDG6920BG

### 維澳蓮運時期

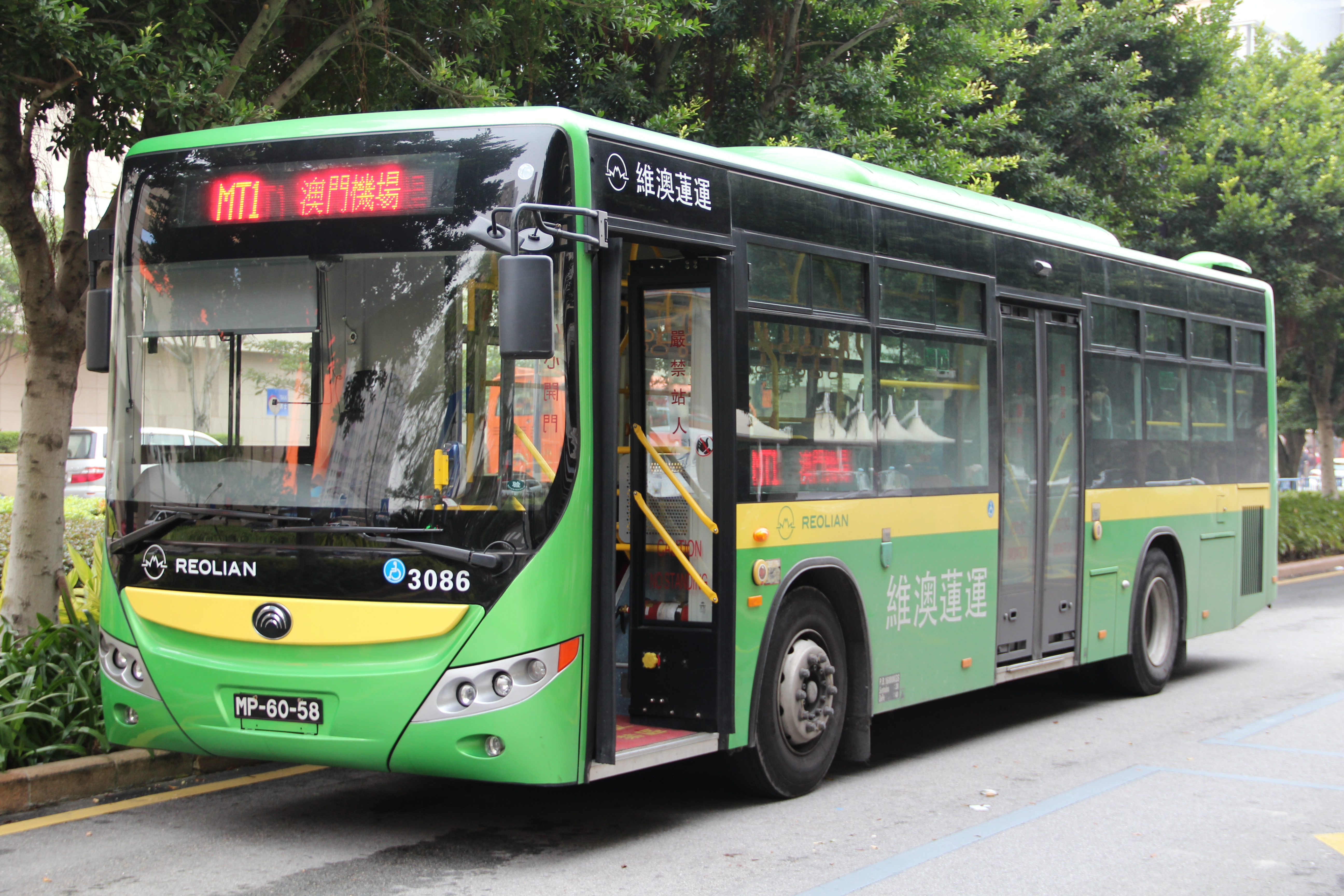
宇通ZK6118HGE

### 新時代時期

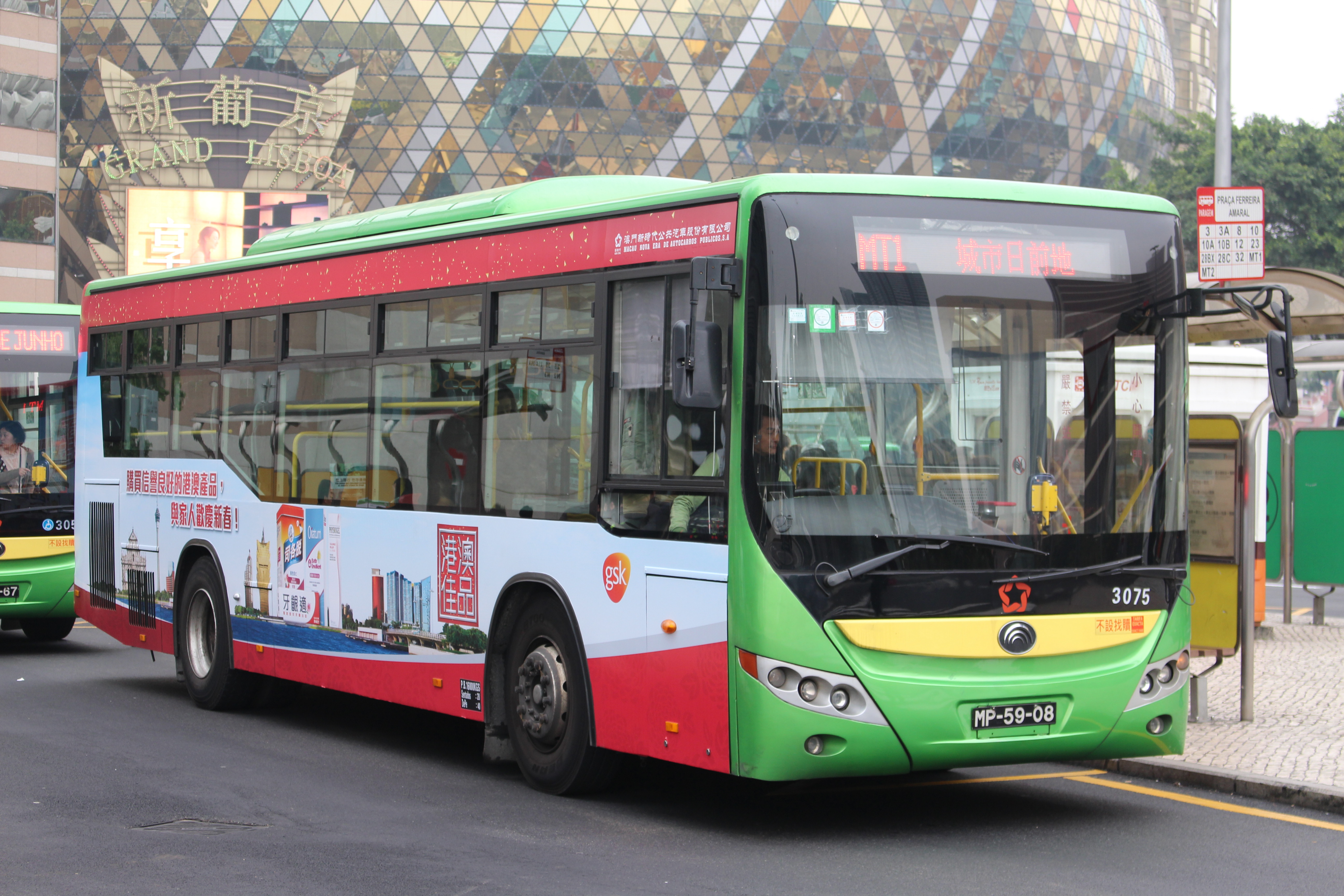
宇通ZK6118HGE
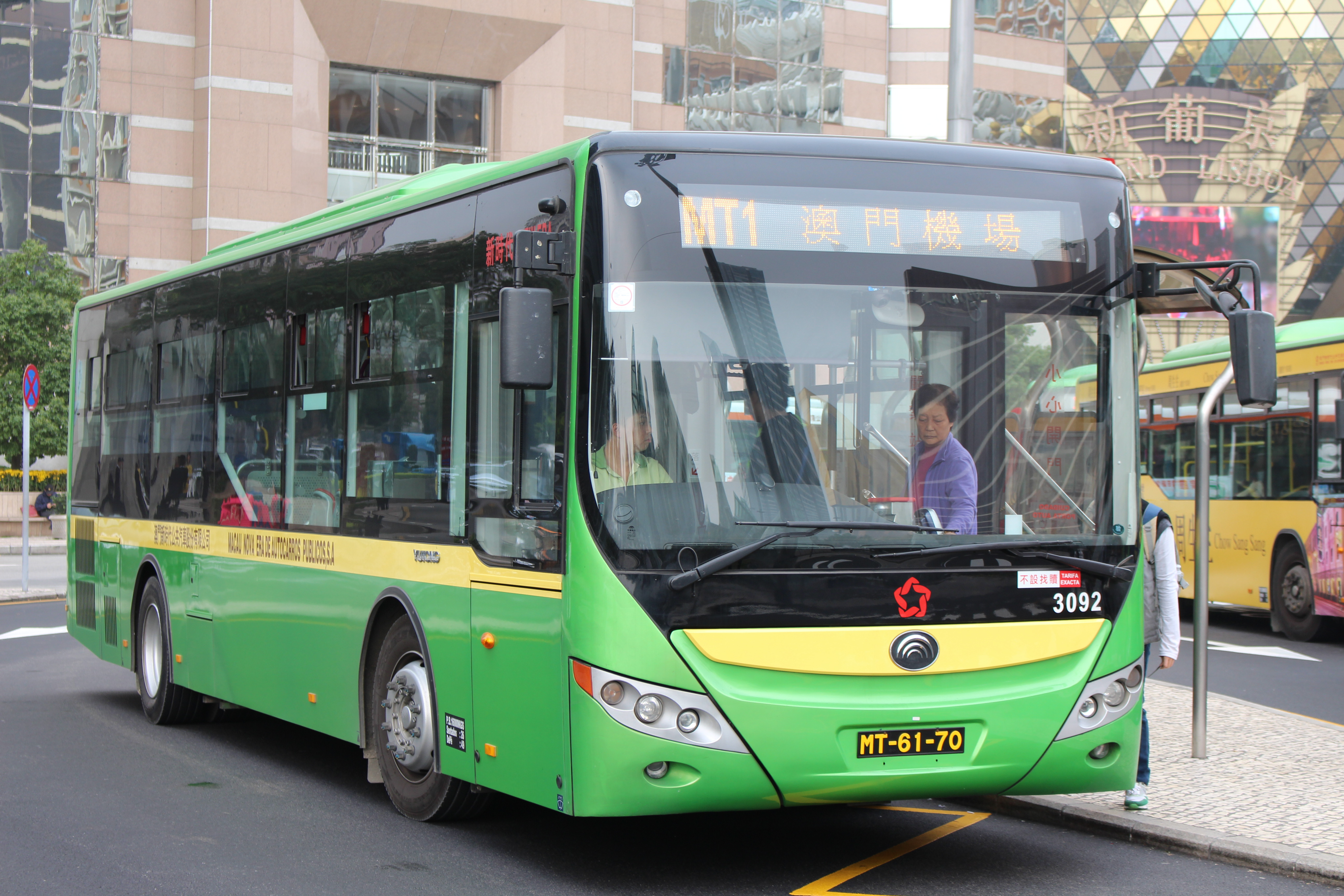
宇通ZK6118HGE

### 澳巴時期

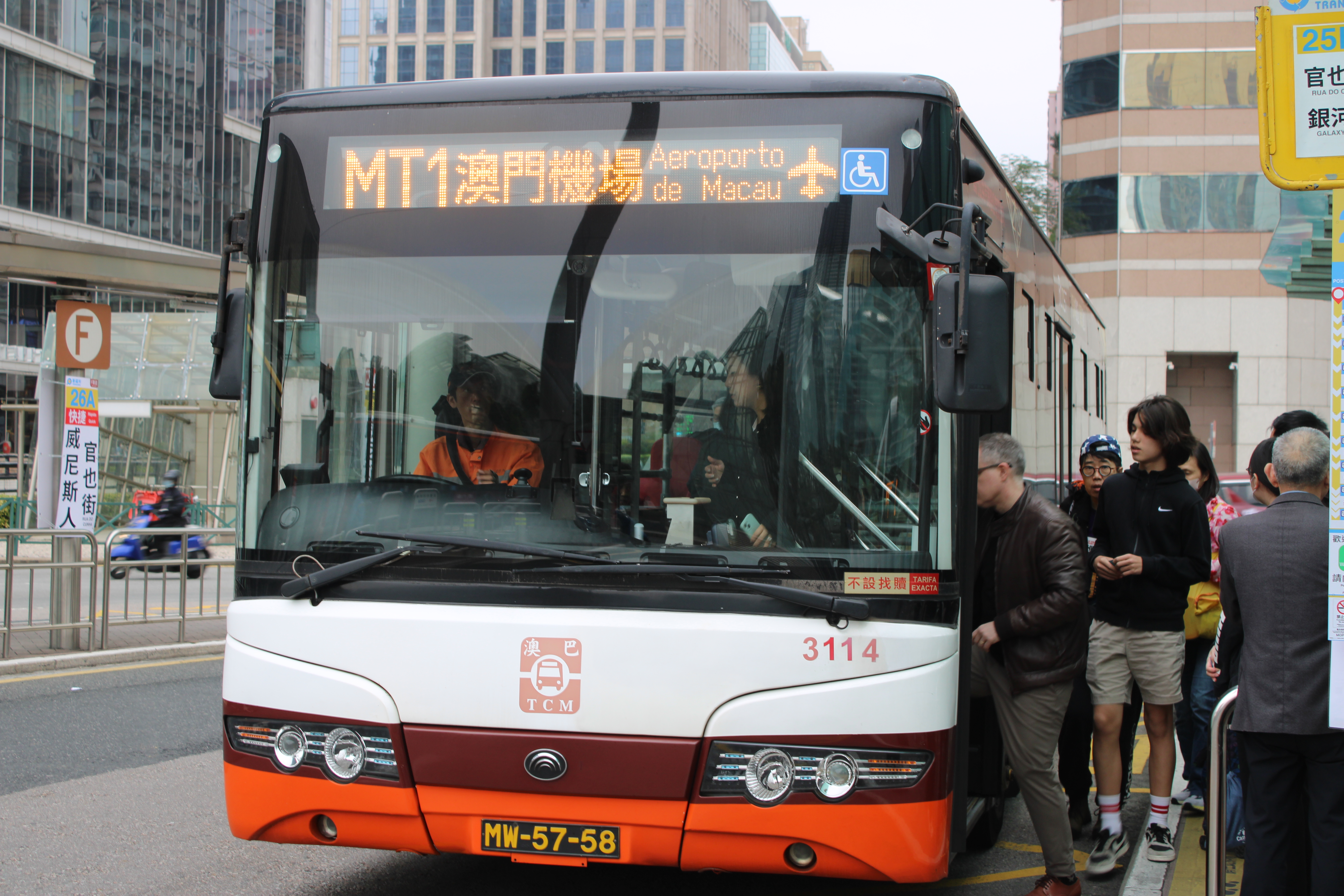
宇通ZK6115HG1
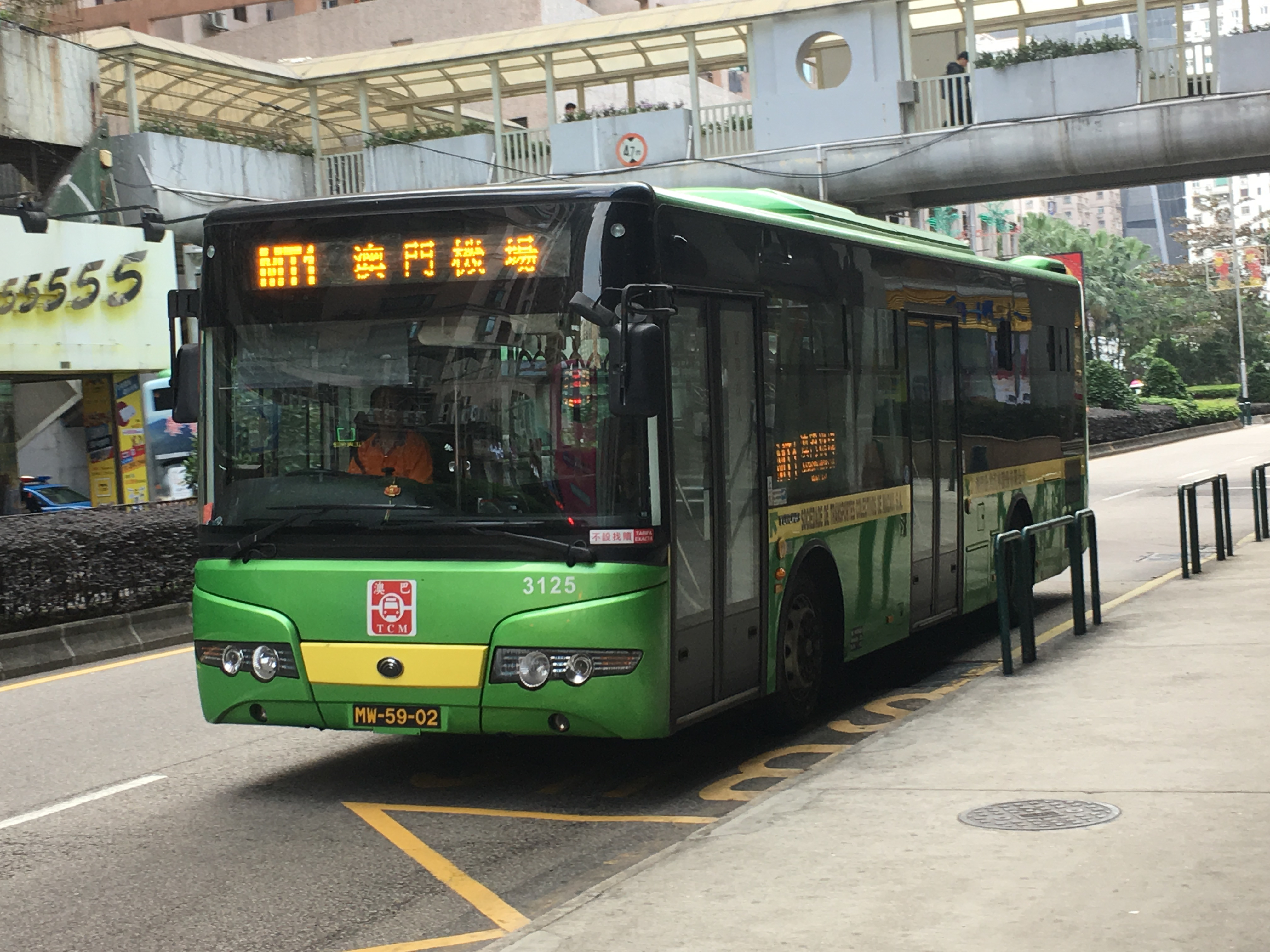
宇通ZK6115HG1
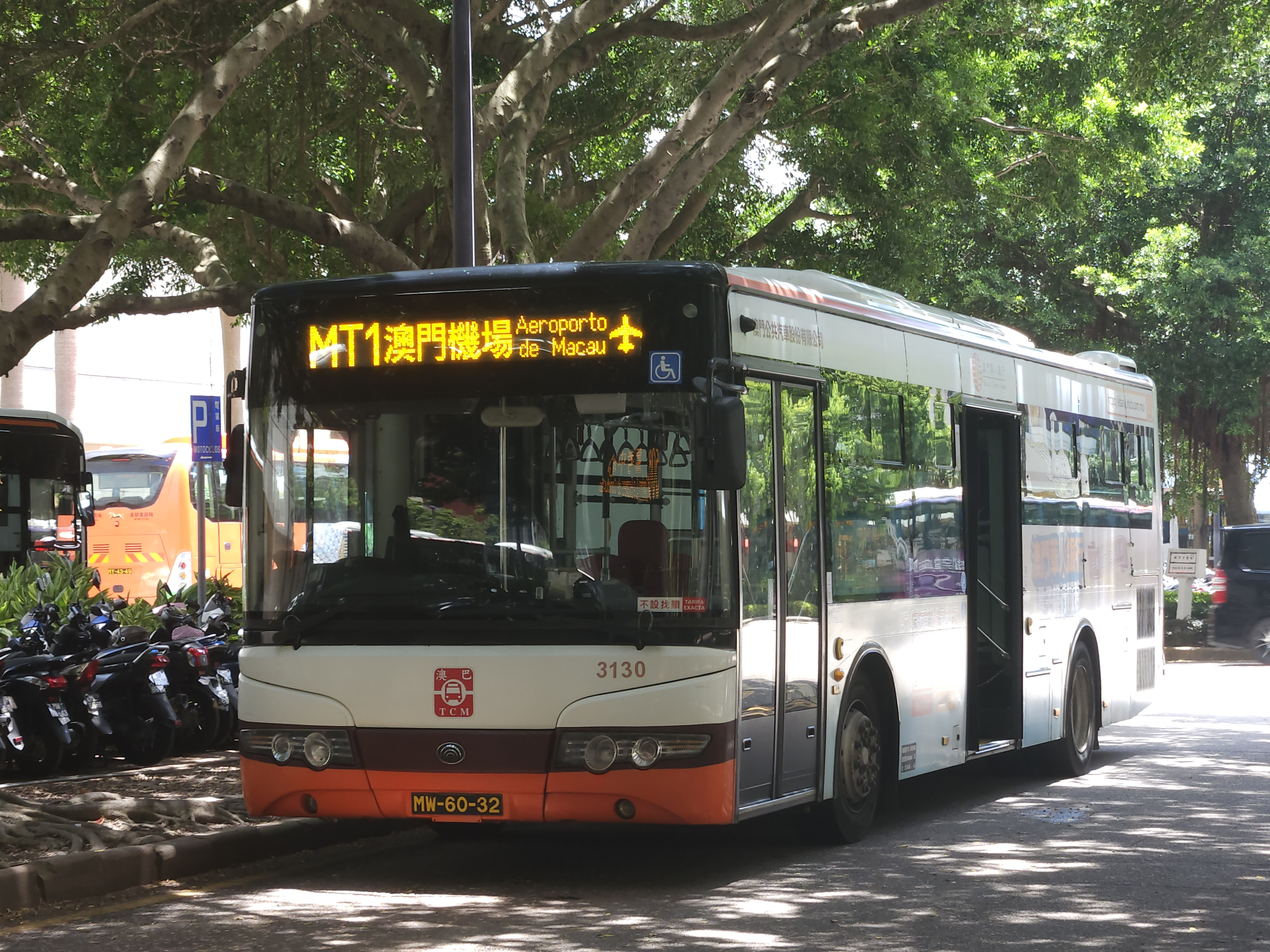
宇通ZK6115HG1
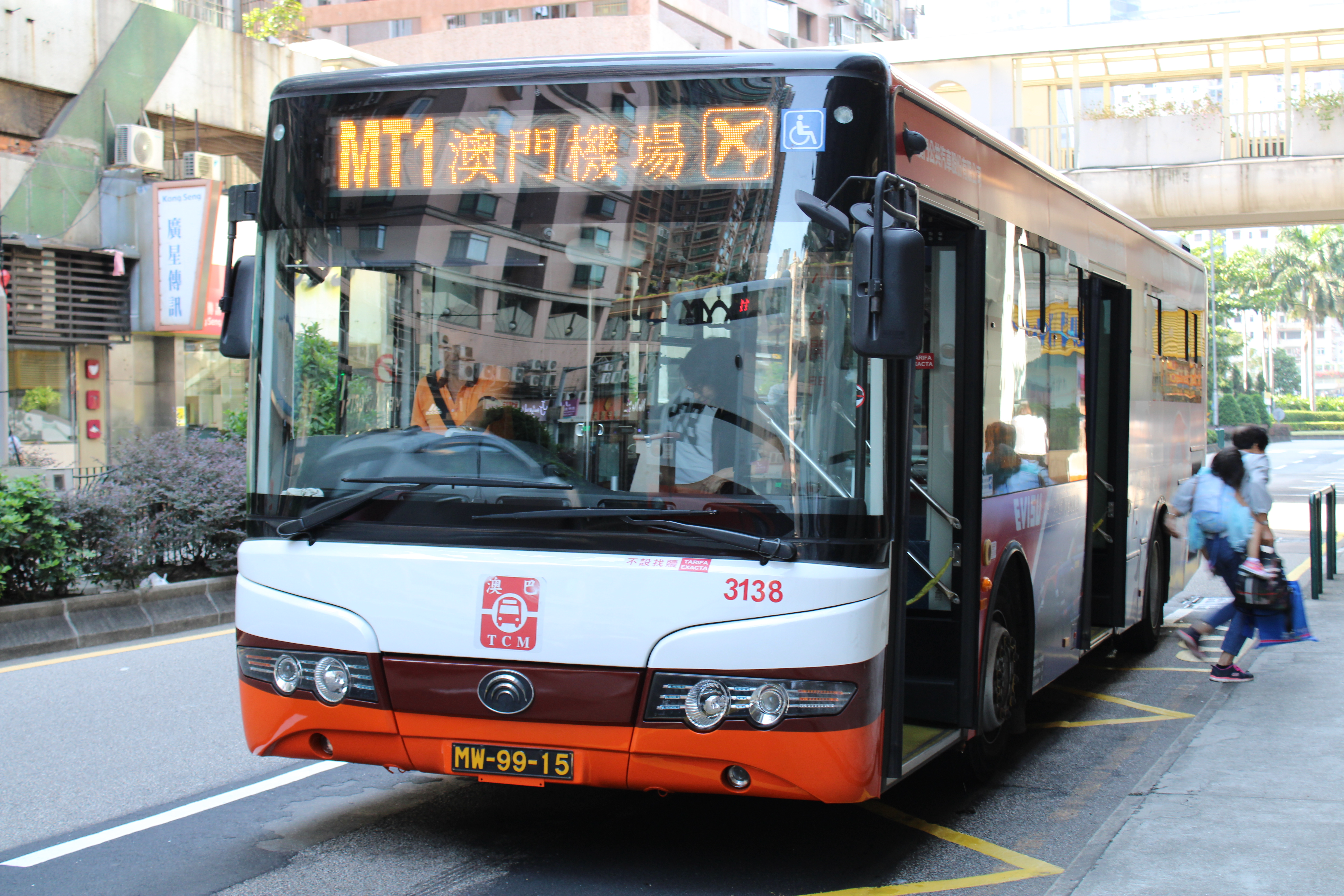
宇通ZK6105HG
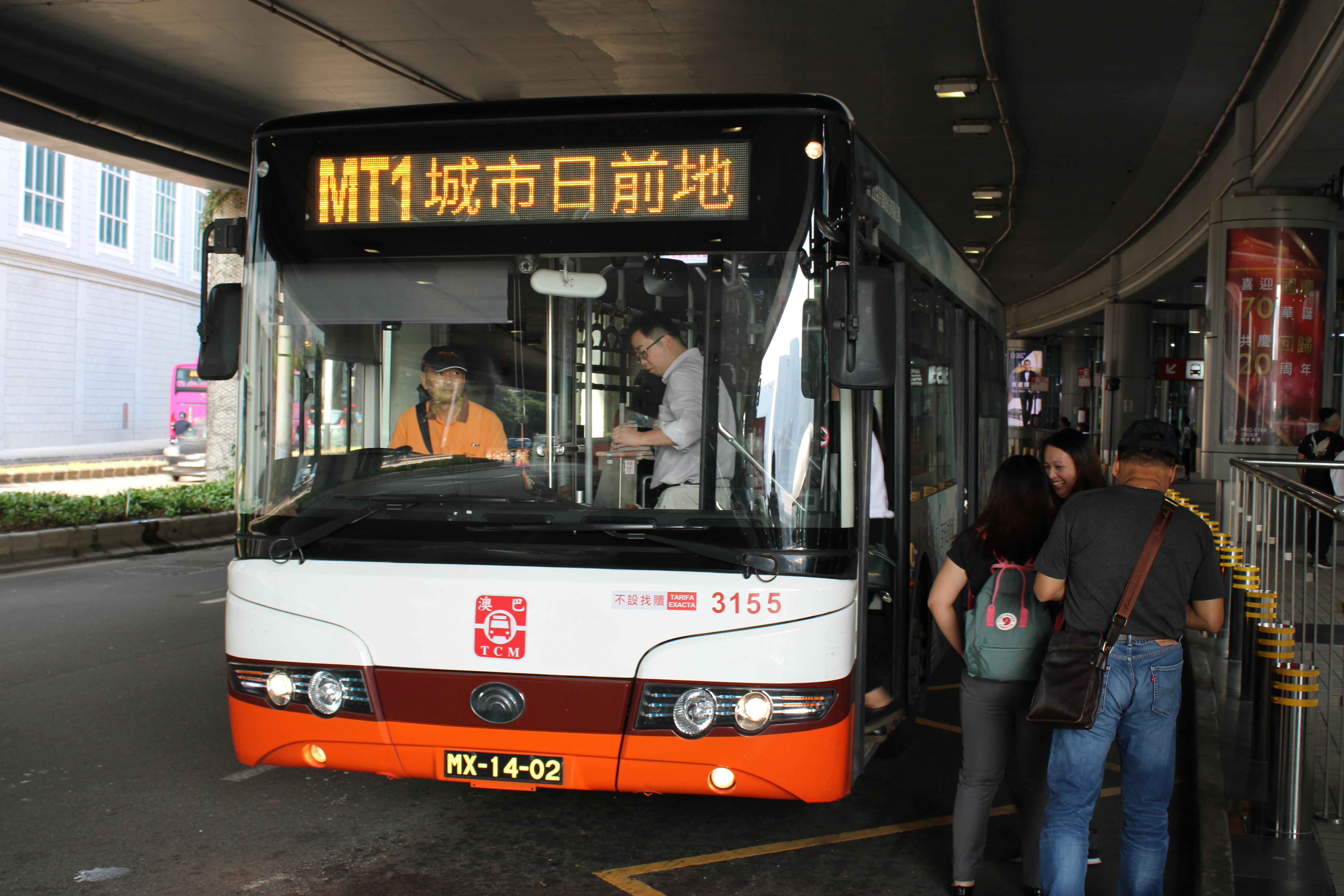
宇通ZK6105HG
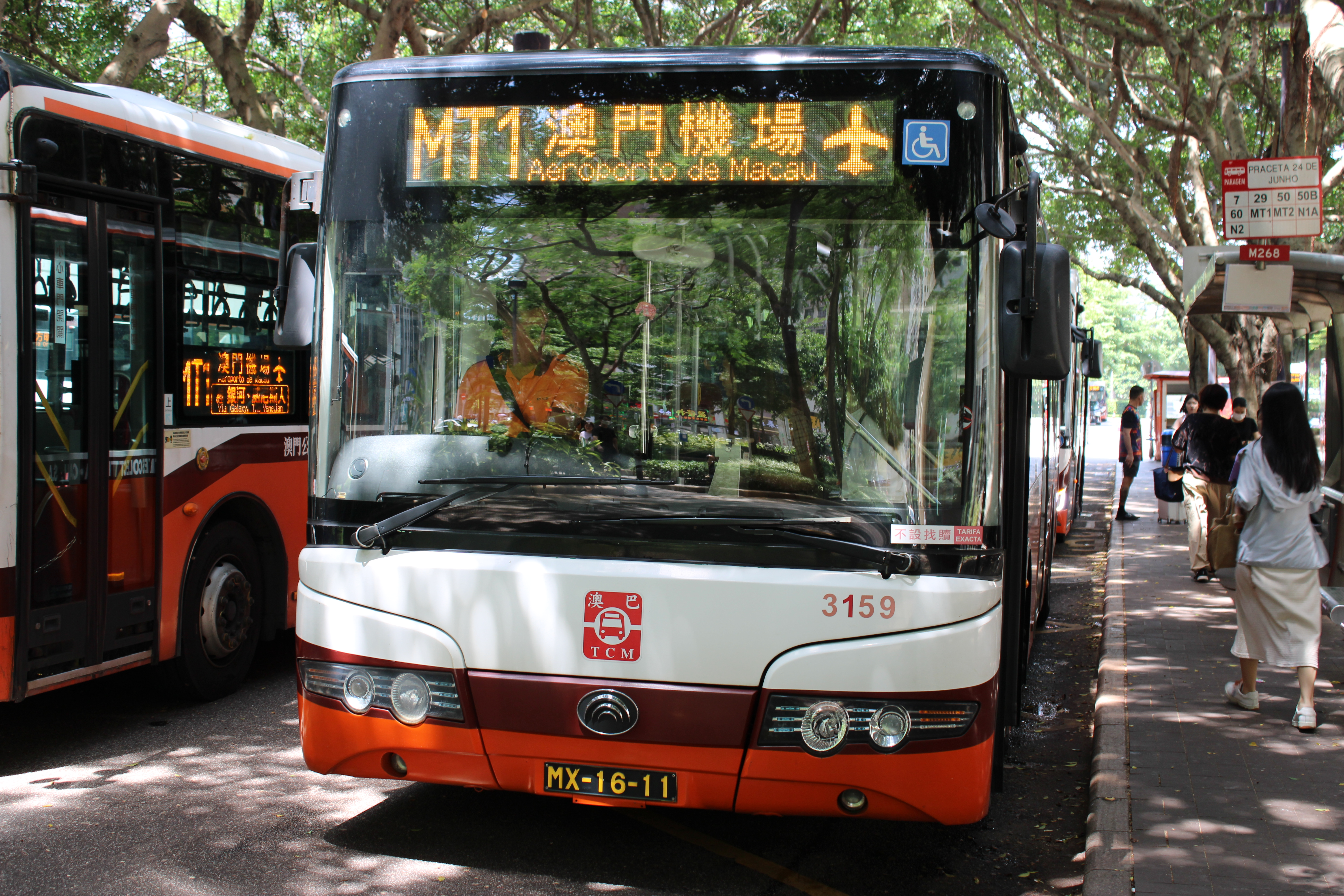
宇通ZK6105HG
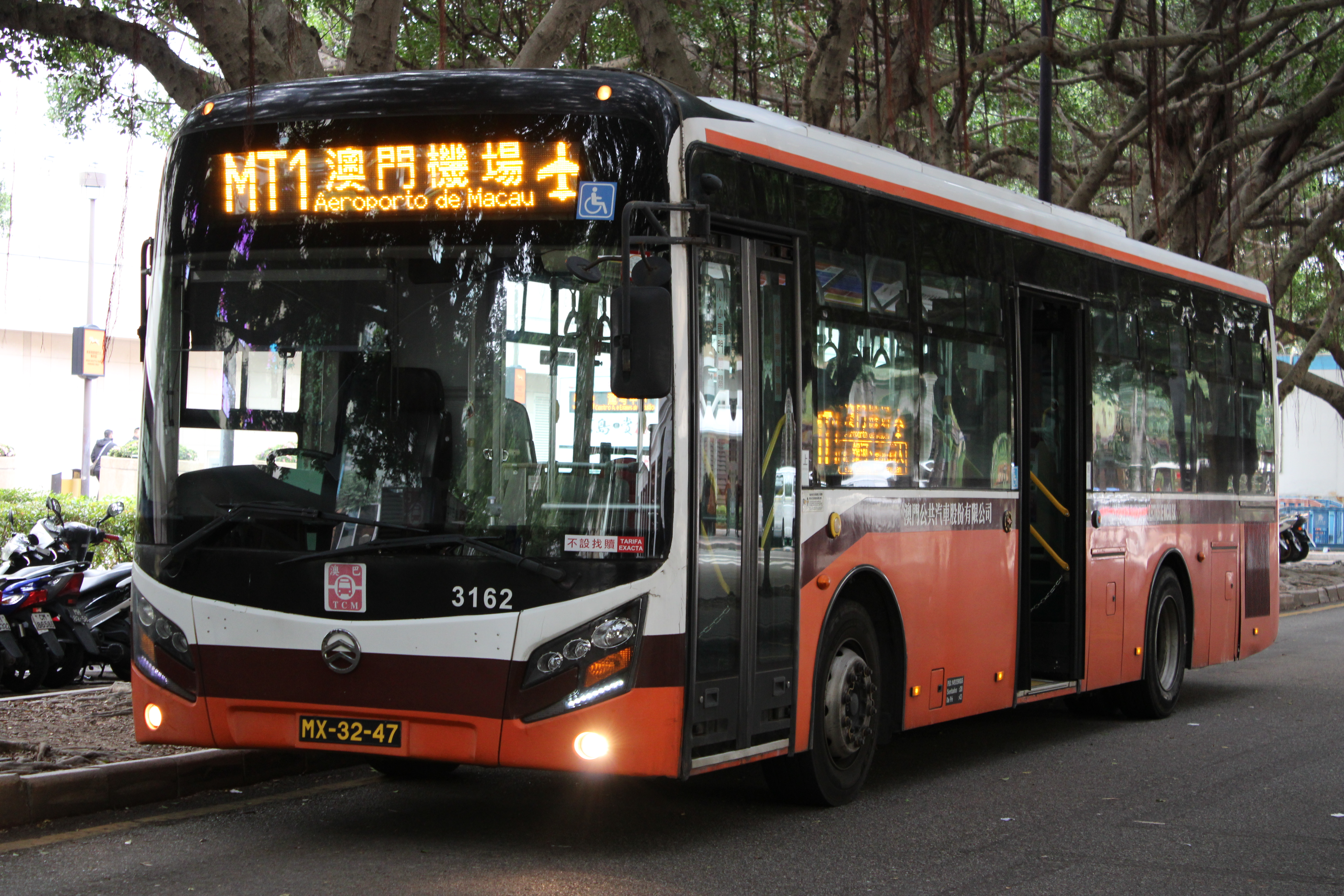
廈門金旅XML6105J15
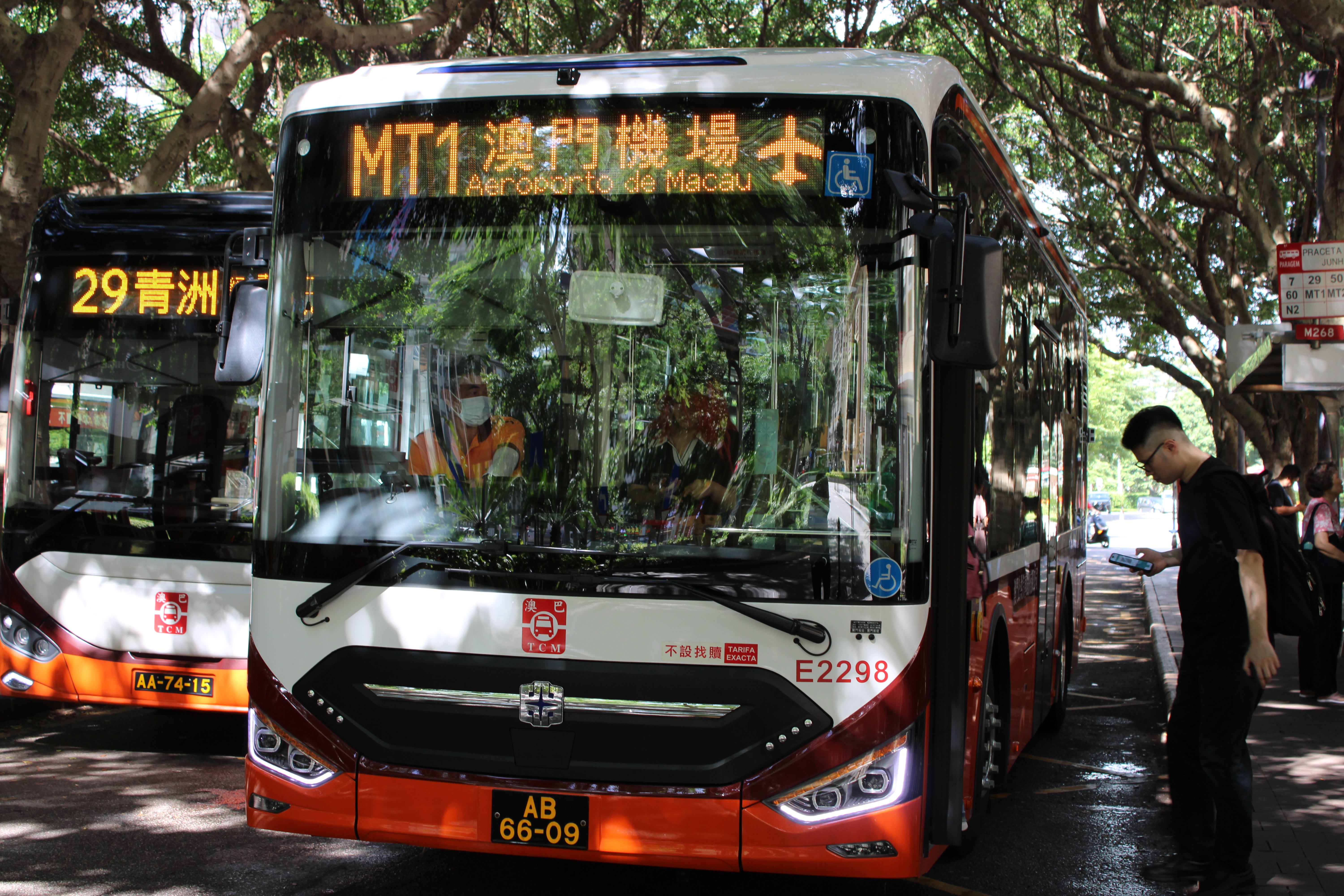
中通LCK6980SHEVG

## 備註
1. ↑  澳巴facebook官網表示16:00起增設，但實際在15:00起已開設特別班次

## 外部連結
- 澳門公共汽車股份有限公司（官方網站） （页面存档备份，存于）